# قائمة عروض دبليو دبليو إي (PPV)

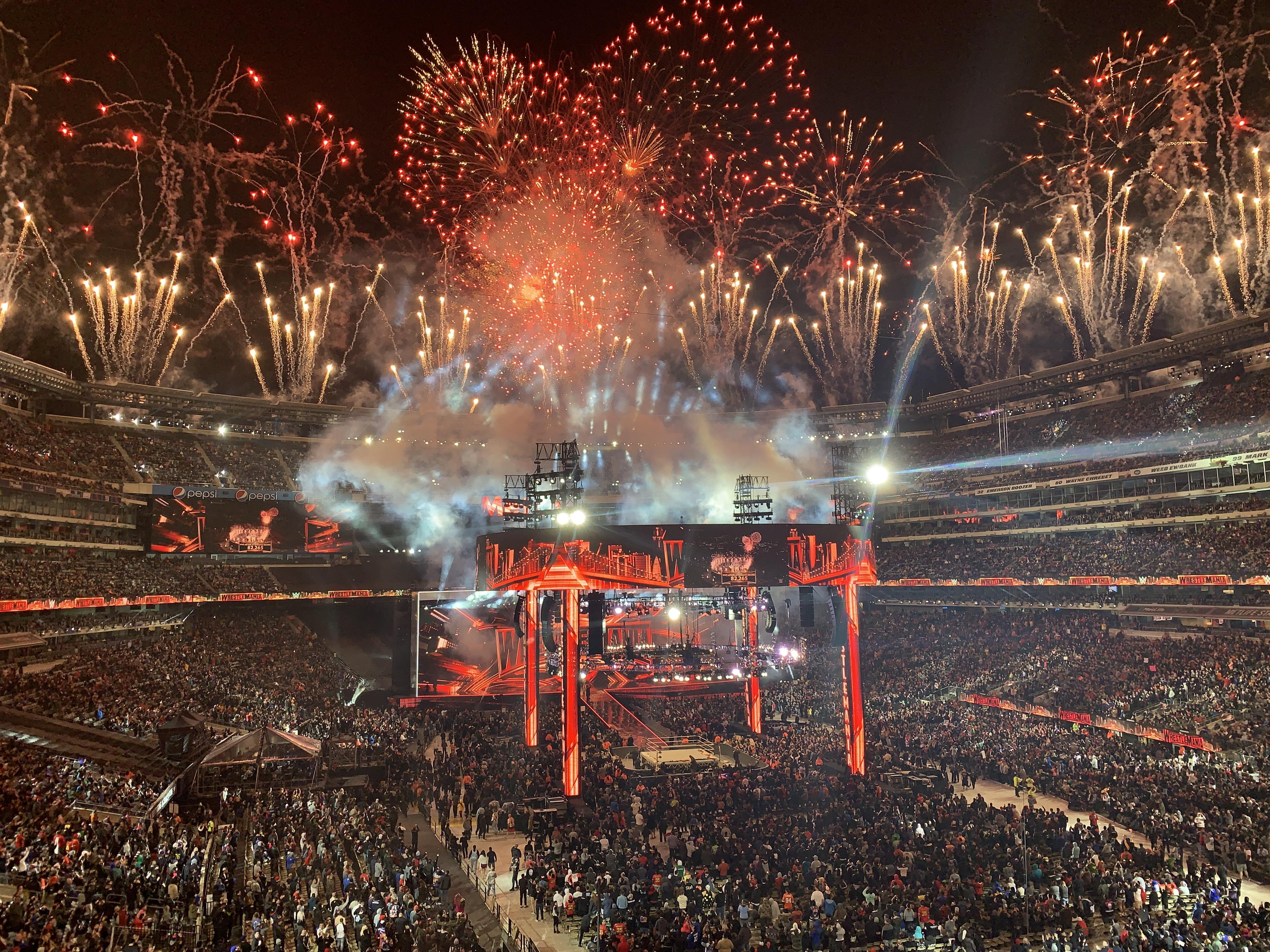
عرض مصارعة حرة

هذه المقالة تسرد الأحداث الدفع مقابل مشاهدة تروج WWE. وعادة ما تحمل WWE حدثا الدفع مقابل مشاهدة في كل شهر. WWE التي كانت تعرف آنذاك اتحاد المصارعة العالمي (WWE)، وكان الدفع مقابل مشاهدة الأولى في نوفمبر 1985 هي المصارعة الحرة، البطولة التي جرت في أفق روزمونت بالقرب من شيكاغو.
- رويال رمبل
- فاستلاين
- رستلمانيا
- اكستريم رولس
- ماني إن ذا بنك
- سمرسلام
- سرفايفر سيريس